# Gabre
El gabre és una roca ígnia intrusiva màfica, de color fosc, de gra gros, químicament equivalent al basalt. Està formada bàsicament per plagiòclasi càlcica que conté una proporció d’anortita superior al 50 %, cosa que la distingeix de la diorita en el diagrama QAPF, piroxè i sovint per olivina.
La major part de la superfície de la Terra està formada pel gabre de l'escorça oceànica, produïda pel magmatisme basàltic en les dorsals oceàniques. Com a roca plutònica es forma quan magma, atrapat sota la superfície de la Terra es refreda en un massa cristal·lina.
És l’equivalent dels basalts volcànics. El gabre té una textura amb grans d'una mida força regular, és color verd fosc i és atacable per la meteorització. L'acció d'un metamorfisme lleuger n'origina els metagabres. El gabre es forma en grans paquets massissos, sovint amb diferències en l'acidesa de la roca entre el nucli i la perifèria del paquet on també hi poden existir disposicions, en anelles o cercles, de diferent composició.
Els gabres (o gabroides) es subdivideixen atesa la presència de quars o de feldspatoide i el seu contingut relatiu d’ortopiroxens i clinopiroxens, o la presència d’olivina. Tenint en compte el mineral més present, el gabre és pot qualificar d’olivínic, hornblèndic, ortopiroxènic, nefelínic, etc.

## Etimologia
El terme "gabbro" es començà a usar cap al 1760 per anomenar les roques (ofiolítiques) que es van trobar als Apenins amb el nom de Gabbro, un llogaret a prop de Rosignano Marittimo a la Toscana. El 1809, el geòleg alemany Christian Leopold von Buch va utilitzar el terme de forma més restrictiva en la descripció d'aquestes roques ofiolítiques italianes i va assignar el nom "gabbro" a les roques que els geòlegs actualment anomenen "metagabres" (gabre metamorfosat).